# Hendrika Gerritsen
Hendrika Jacoba « Kiky » Gerritsen-Heinsius (1921-1990) est reconnue par le mémorial de Yad Vashem comme Juste parmi les nations le 15 septembre 1989, et reçoit la Verzetsherdenkingskruis (nl) (Croix Mémorielle de la Résistance) par le gouvernement néerlandais,.
Membre de la Résistance hollandaise, elle aide des juifs à échapper à la persécution nazie, survit à l'emprisonnement dans trois camps de concentration nazis – Herzogenbusch aux Pays-Bas et à Ravensbrück et Dachau, en Allemagne, ainsi qu'aux dures conditions de travail du camp satellite de Munich-Giesing, le Kommando Agfa d'où elle est finalement libérée en avril 1945,.
Elle est connue par sa famille et ses amies sous le surnom de « Kiky ».

## Biographie
Elle est née à Amsterdam, Pays-Bas le 12 avril 1921 sous le nom de Hendrika Jacoba Heinsius. Après son mariage, elle devient Hendrika Jacoba Gerritsen-Heinsius,,

### Seconde Guerre mondiale

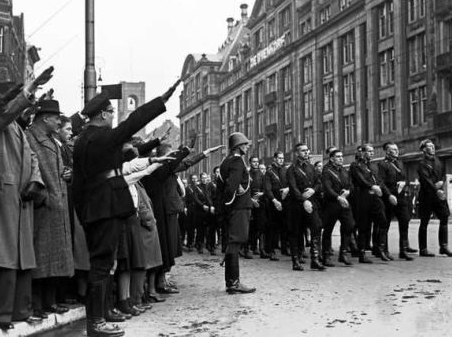
Les troupes nazies en face du magasin De Bijenkorf sur la place du Dam, à Amsterdam, Pays-Bas (c. 1941).

Habitant seule à Amsterdam, employée au célèbre grand magasin De Bijenkorf pendant les premières années de la Seconde Guerre mondiale, Kiky Heinsius découvre les dangers auxquels font face les personnes juives, hommes, femmes et enfants compris. En l'espace de quelques mois, deux de ses amis sont la cible des  fonctionnaires nazis. Dès juin 1941, à la mort de son ami le plus proche, Rudolph Richter, au camp de concentration de Mauthausen, ses mouvements sont épiés par les nazis après qu'elle a essayé d'intervenir pour un autre ami, Leo Zwart, qui a été arrêté, interrogé et déporté à Westerbork.
En dépit de la menace pour sa sécurité personnelle, elle intervient ensuite activement pour le compte d'une tierce personne, Siegfried Goldsteen, un fugitif d'un camp de travail pour Juifs, recueilli par sa collègue, Anna Maass. Le cachant à son domicile au début de 1943, selon Yad Vashem, Kiky Heinsius vole des cartes de rationnement à son employeur pour lui en fournir avant de l'aider à localiser et à passer dans une cachette plus sûre. Elle déménage ensuite dans un appartement plus grand avec une cachette dans laquelle elle cache Judith Fransman, une connaissance de Goldsteen et persuade un autre ami de l'aider à obtenir des cartes de rationnement.
Approchée par des membres de la Résistance de la ville, elle fait bientôt de fréquents voyages à Drenthe pour récupérer des faux papiers créés pour les personnes vivant dans la clandestinité, tout en aidant à en transporter d'autres vers des endroits plus sûrs
Lorsque son appartement est perquisitionné le 2 février 1944, elle et Goldsteen sont capturés. Selon le mémorial de Yad Vashem, Goldsteen meurt quelque part en Europe centrale en juin 1944, tandis que Gerritsen est envoyée d'abord au camp de concentration Bois le Duc, puis à Ravensbrück, puis dans un kommando à l'extérieur de Dachau où elle est libérée le 30 avril 1945. Le Musée de la résistance d'Amsterdam place la date de son arrivée à Dachau au 15 octobre 1944, alors qu'une liste de prisonniers transportés vers ce camp en 1944 indique que le numéro 123202 (son numéro de prisonnière) serait parmi eux,.
Des listes conservées du camp de concentration de Dachau fournissent également la confirmation des informations de son état-civil, y compris son vrai nom « Hendrika Heinsius », son numéro de matricule le 123202, qu'elle était née à Amsterdam le 12 avril 1921, et qu'elle avait été envoyée depuis Ravensbrück vers Dachau ; cependant, ces rapports font également état qu'elle n'est pas arrivée à Dachau avant le 12 novembre 1944. En outre, les dossiers du camp confirment qu'elle a été désignée par les officiels nazis comme une schutzhaft (une opposante au régiment soit une détenue politique condamnée sans jugement) en provenance des Pays-Bas. Après avoir survécu à l'emprisonnement à Ravensbrück et à Dachau, elle est enfin libérée de ce camp, avec ses codétenus, le 30 avril 1945.

#### La vie dans le Kommando Agfa
Selon Jack van Ommen, auteur de The Mastmakers' Daughters, sa mère, Rennie van Ommen-de Vries, et Hendrika Gerritsen sont deux des femmes ayant effectué des travaux forcés à Kommando Agfa, qui est un camp satellite de Dachau qui se situe à  Munich-Giesing à environ 14 km de Dachau. Les deux femmes étaient membres de la Résistance hollandaise, emprisonnées d'abord au camp de Bois le Duc (Vught) et dans les camps de concentration de Ravensbrück avant leur transfert, le 15 octobre 1944 à Afga avec un groupe d'anciens membres de la Résistance et d'autres femmes néerlandaises,.
Chaque journée commence avec le comptage des prisonniers à 5 h du matin, avant de marcher jusqu'au lieu de travail qui fait partie d'un vaste réseau d'usines exploitées par IG Farben. Commandés pour assembler les minuteries d'allumage des armes nazies, y compris les munitions d'artillerie, des bombes, et des roquettes V1 et V2, les prisonniers sabotent les efforts de production chaque fois que possible. À la fin de chaque journée de travail à 6 h, ils sont ramenés à Munich-Giesing, où ils dorment six ou sept dans une chambre d'un immeuble bombardé. Entouré d'une haute clôture de barbelés, les logements insalubres sont surveillés par des gardes dans des tours de guet aux quatre coins de chaque immeuble.

#### Grève des prisonniers du Kommando Afga
Les prisonniers de Dachau et de ses sous-camps sont souvent la cible des bombardements alliés, qui ciblent alors les usines et les chemins de fer dans et autour de Munich, soit plus de 70 fois au cours des cinq ans de guerre dans le but de détruire ou au moins de perturber et retarder la production. Malgré le danger, les prisonniers de ces installations ne sont pas autorisés à chercher refuge dans des bunkers, selon la Maison de l'Histoire de la Bavière ; en conséquence, de nombreux prisonniers « vivent dans la peur constante de raids aériens ».
Par conséquent, selon van Ommen, les 14 kilomètres de route entre Dachau et Agfa sont impraticables en janvier 1945, la nourriture et autres fournitures ne pouvant être livrées. Comme le sel et les autres produits de base manquent, les responsables de l'usine commencent à édulcorer la soupe des prisonniers tout en augmentant les quotas de production. Beaucoup de femmes, souffrant de malnutrition et surchargées de travail, tombent malade de la fièvre typhoïde, de la tuberculose et d'autres maladies, mais se battent pour rester chez Agfa car être envoyée à l'hôpital surchargé de Dachau est synonyme de mort,.
Selon les archives de la Maison de l'Histoire de la Bavière, « les prisonniers néerlandais cessent de travailler, même si cela est considéré comme du sabotage et puni par la mort ». Hendrika Gerritsen, lors de l'écriture de ses mémoires, observe :

« Ce qui a finalement donné le coup décisif le 12 janvier 1945, je ne m'en souviens plus... peu de temps après la pause de midi, le travail est soudainement mis à l'arrêt dans la salle. « Non, nous ne voulons pas travailler plus, nous avons faim. »

Ella Lingens, l'une des femmes en partie responsable de la grève, déclare plus tard que la révolte des prisonniers a commencé lorsqu'une femme « a arrêté le tapis roulant et... croisé les bras et quand le commandant, complètement furieux lui a demandé pourquoi elle ne travaillait pas », elle a dit « parce que nous ne voulons plus.».
Selon van Ommen, par la suite, Mary Vaders, est prétendue, par une des prisonnières d'un autre nationalité, coupable d'être la instigatrice. Vaders est envoyée au Bunker dans le camp de Dachau mais elle finira par en sortir. Les autres participants à cette grève sont punies et obligées de rester trois heures debout dans la cour. Trois mois plus tard, le travail est arrêté.
Les souvenirs d'Hendrika Gerritsen au sujet de son temps dans le kommando Afga et dans d'autres camps de concentration nazis continuent d'être partagés lors d'événements spéciaux à travers les Pays-Bas et l'Allemagne, y compris par des lectures de ses mémoires inédites, The World Was White. En 2017, Alexander Steig dédie sa sculpture « Caméra »  à la mémoire des quelque 550 travailleurs forcés du camp satellite de Giesing,.

## Mort
À la suite d'une brève maladie, Hendrika "Kiky" Gerritsen-Heinsius meurt à Amsterdam le 27 décembre 1990. Les membres de sa communauté ont l'occasion de lui dire adieu lors d'une cérémonie d'hommage au centre d’événements d'Osdorp à Amsterdam entre le 31 décembre 1990 et le 2 janvier 1991. Sa cérémonie de crémation a lieu plus tard dans la journée du 2 janvier, au Crématorium Westgaarde à Amsterdam au Parc du Mémorial de Westgaarde,.

## Distinctions

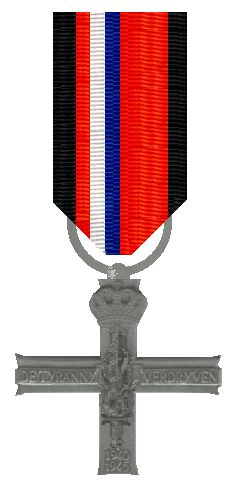
Illustration de ce à quoi la Croix du Mémorial de la Résistance devait ressembler.

Hendrika Gerritsen est honorée à l'échelle nationale et internationale pour son travail avec la Résistance hollandaise pendant la Seconde Guerre mondiale. Le 15 septembre 1989, elle reçoit le titre de Justes parmi les nations par Yad Vashem, et son nom est alors inscrit dans le Jardin des Justes Parmi les Nations, qui est situé sur le mont du Souvenir à Jérusalem, Israël,.
Le site web de l'organisation explique l'importance de l'honneur comme suit :

« Le sauvetage des Juifs a pris de nombreuses formes et nécessité des degrés divers d'implication et de sacrifice de soi. Le titre de Justes est réservé au petit groupe de ceux qui ont activement risqué leur vie ou leur liberté dans le but de sauver des Juifs de la persécution et du meurtre. Il y a un cercle plus large d'hommes et de femmes qui ont aidé les persécutés dans les heures les plus sombres de l'histoire Juive, mais dont l'aide n'implique pas la prise de risques. Ces personnalités pleines d'humanité sont notre plus grande satisfaction et leurs actes seront documentés par nous. Néanmoins, même si leur aide fut cruciale pour la survie des Juifs, en l'absence de risque, ils ne se qualifient pas pour la reconnaissance dans le cadre du programme de Justes parmi les nations. »

Hendrika Gerritsen est également la récipiendaire de la Verzetsherdenkingskruis (Croix Mémorielle de la Résistance) par le gouvernement néerlandais. Selon Erik Müller, qui a fait des recherches et écrit sur les médailles néerlandaises la Société de Recherche sur les Ordres et les Médailles, « la croix a été attribuée aux membres du mouvement clandestin néerlandais actif dans la résistance à l'ennemi », et sont inscrits dessus les mots : « De Tyrannie Verdryven » (Pour se débarrasser de la tyrannie).